# منتخب هندوراس لكرة السلة
منتخب هندوراس لكرة السلة (بالإسبانية: Selección de baloncesto de Honduras)‏ هو ممثل هندوراس الرسمي في المنافسات الدولية في كرة السلة .